# گلیکوپروتئین

گلیکوپروتئین

گلیکوپروتئین (به انگلیسی: Glycoprotein) ترکیبی از پروتئین و کربوهیدرات است. پروتئینی که با زنجیره‌های کوچک اولیگوساکارید (قند) گلیکوزیله شده ولی محتوی اسید فسفریک، پورین یا پیریمیدین نیست.

## اختلاف بین گلیکوپروتئین وپروتئوگلیکان.
با اینکه هر دوی این ترکیبات از پروتئین و هیدرات کربن ساخته شده اند اما اختلاف عمده‌ای با هم دارند:
گلیکوپروتئین ها، پروتئین‌هایی حاوی یک یا تعداد بیشتری واحد اولیگوساکاریدی غیر تکراری (گلیکان) می‌باشند. اما پروتئوگلیکانها، ماکرومولکول‌هایی هستند که حاوی %۹۵ یا بیشتر کربوهیدرات می‌باشند که خواص این ترکیبات فزونی پلی ساکارید را بر پروتئین نشان می‌دهد.
البته معمولاً هر دو ترکیب بر اثر فعالیت آنزیمی متوالی پروتئازها و گلیکوزیدازها تجزیه می‌شوند.
به طور عمده در غشای پایه وجود دارد
غشای پایه (انگلیسی: Basement membrane) یک لایه نازک فیبروزی و فاقد سلول است که بافت‌های اپی تلیوم، اندوتلیوم و مزوتلیوم را از بافت‌های همبند پیرامون جدا می‌سازد.به عبارت دیگر و ساده تر غشای پایه شبکه ای، از رشته های پروتئینی و گلیکوپروتئینی (ترکیب پروتئین و کربوهیدرات) است. در زیر یاخته های بافت پوششی, بخشی به نام غشای پایه وجود دارد که این یاخته ها را به یکدیگر وبه بافت های زیر آن,متصل نگه می دارد.غشای پایه,شبکه ای از رشته های پروتئینی وگلیکوپروتئینی(ترکیب کربوهیدرات و پروتئین) است.

## محتویات
- ۱ساختار
- ۲کارکرد
- ۳جستارهای وابسته
- ۴منابع
- ۵پیوند به بیرون

## ساختار
غشای پایه بخشی از ماتریکس برون‌یاخته‌ای است که باعث ارتباط پوشش اندام با بافت‌های زیرین می‌شود و در اغلب اندام‌ها دیده می‌شود. به استثنای سینوزوئیدها و مویرگ‌های لنفی که غشای پایه ممتد ندارند. غشای پایه شامل گلیکوپروتئینهایی به نام لامینین و انتاکتین، رشته‌های کلاژن تیپ IV و رشته‌های شبه کلاژن (شبکه‌ای)، هپاران سولفات و فیبرونکتین می‌باشد.
غشای پایه مجموعه لامینا بازال و لامینا رتیکولر است و به صورت نوار باریک قابل رویت با میکروسکوپ نوری می‌باشد.

## وظایف گلیکو پروتئین‌ها
محل حضور اصلی گلیکو پروتئین‌ها در بدن فضای خارج سلولی و غشای سلول‌ها است.گلیکو پروتئین‌ها تا حد وسیعی در اعمال سلول‌ها و بیماری‌ها دخالت دارند.تعدادی از پروتئین‌های خارجی غشای سلولی گلیکوپروتئین هستند و بعضی از این پروتئین‌های موجود در سطح غشای خارجی سلول آنتی ژن بوده و سیستم آنتی ژنی خونی (A-B-O) و سازگاری بافتی هر فرد را در هنگام پیوند زدن تعیین می‌کند. جایگاههای آنتی ژنی ایمونوگلوبولین‌ها و گیرنده‌های هورمونی و ویروسی غشاهای سلولی اغلب گلیکوپروتئینی هستند. بعلاوه، قسمت هیدرات کربنی گلیکوپروتئین‌های غشا علائمی را برای تشخیص سلول توسط سایر سلول‌ها و ممانعت از تماس در تنظیم رشد سلول ایجاد می‌کنند.لذا تغییر در گلیکو پروتئین‌های غشا می‌تواند با ایجاد تومور و تغییرات بدخیم سلول‌ها هنگام سرطان رابطه داشته باشد.بیشتر پروتئین‌های پلاسما بجز آلبومین، گلیکوپروتئین بوده و شامل پروتئین‌های عامل لخته شدن خون، ایمونوگلوبولین‌ها و بسیاری از پروتئین‌های مکمل می‌باشند.تعدادی از هورمون‌ها نظیرFSHوTSH نیز گلیکو پروتئینی هستند.پروتئین‌ها مهم ساختمانی مثل کلاژن و کشسان پروتئین‌های موجود در ترشحات موکوسی که در نرم کردن بافت پوششی نقش دارند حاوی هیدرات کربن می‌باشند. اینترفرون نیز یک گلیکوپروتئین است.

## عملکرد
| عملکرد                               | مثال |
| ------------------------------------ | --- |
| مولکول ساختمانی                      | کلاژنها |
| عامل محافظ و لوبریکنت                | موسین |
| مولکول انتقال دهنده                  | ترانسفرین، سرولوپلاسمین                                                                                          |
| مولکولهای ایمونولوژیک                | آنتی بادی، مجموعه سازگاری بافتی اصلی                                                                             |
| هورمون                               | هاش سی جی (HCG)، هورمون محرکه تیروئید (TSH)                                                                      |
| آنزیم                                | آنزیمهای مختلف مانند آلکالین فسفاتاز                                                                             |
| محل چسبیدن و تشخیص سلول‌ها به یکدیگر  | پروتئین‌های مختلفی در اتصال سلول به سلول دخیلند مانند ( اسپرم–اووسیت)، virus–cell، bacterium–cell، و hormone–cell |
| پروتئین‌های ضدانجماد                  | Certain plasma proteins of coldwater fish                                                                        |
| Interact with specific carbohydrates | Lectins، سلکتینs (cell adhesion lectins)، antibodies                                                             |
| گیرنده                               | Various proteins involved in hormone and drug action                                                             |
| Affect folding of certain proteins   | Calnexin، calreticulin                                                                                           |
| تنظیم نمو                            | Notch and its analogs، key proteins in development                                                               |
| هموستاز (و ترومبوز)                  | گلیکوپروتئینهای اختصاصی بر سطح پلاکت                                                                             |